# حرف جميل
الحُرْف الجميل نوع نباتي يتبع جنس الحُرْف من الفصيلة الصليبية.